# 日夜书
《日夜书》，是中国作家韩少功的一部小说，2013年于《收获》杂志上连载，描述了一代知青的心灵史。同年出版单行本。2014年获红楼梦奖推荐奖。较之于《马桥词典》，本书的叙事是线性的，较为传统，但仍然穿越了文革和新时期两个时代，将哲理与梦境穿插其中，使小说呈现出多种面貌。